# Aleksandr Bysov
Aleksandr Bysov (14 luglio 1974) è un pentatleta bielorusso.

## Palmarès
In carriera ha conseguito i seguenti risultati:
- Mondiali:

Budapest 1999: bronzo nel pentathlon moderno a squadre.
Pesaro 2003: bronzo nel pentathlon moderno staffetta a squadre.
- Europei

Uppsala 1998: bronzo nel pentathlon moderno a squadre.
Drzonków 1999: bronzo nel pentathlon moderno a squadre.
Sofia 2001: argento nel pentathlon moderno a squadre.
Usti nad Labem 2002: argento nel pentathlon moderno staffetta a squadre.
Usti nad Labem 2003: argento nel pentathlon moderno staffetta a squadre.
Albena 2004: oro nel pentathlon moderno a squadre.